# 春汛
春汛又稱桃花汛，指的是春季河冰融化，或是上游積雪融化導致的河水暴漲，或是中国的黄河在宁夏、内蒙古河段二、三月春季因冰凌融化形成的凌汛，這些都可能造成水災。在中國，因其适值桃花盛开季节，故称桃花汛。
《漢書·卷二十九·溝洫志》：「來春桃華水盛，必羨溢，有填淤反壤之害。」顏師古·注：「月令『仲春之月，始雨水，桃始華』，蓋桃方華時，既有雨水，川谷冰泮，眾流猥集，波瀾盛長，故謂之桃花水耳。」唐·杜甫《南征》詩：「春岸桃花水，雲帆楓樹林。」宋·吳文英·《水龍吟·夜分溪館漁燈詞》：「怕煙江渡後，桃花又汛，宮溝上，春流緊。」

## 應用
2006年3月，尝试利用桃花汛及万家寨水利枢纽对水量的联合调度，冲刷降低潼关高程。